# Fabrizio Ferron
Fabrizio Ferron (Bollate, 5 settembre 1965) è un allenatore di calcio ed ex calciatore italiano, di ruolo portiere, preparatore dei portieri della nazionale Under-21 italiana.

## Caratteristiche tecniche

### Giocatore
Completo nel repertorio, era un estremo difensore sobrio ed «essenziale», dotato di un buon senso del piazzamento e di un ottimo colpo di reni; nel corso degli anni 1990 si è spesso distinto come uno dei portieri dal rendimento più continuo in tutta la Serie A.

## Carriera

### Giocatore

Ferron (in piedi, primo da sinistra) nella formazione Primavera del Milan nella stagione 1984-1985

Dal 1984 al 1986 Ferron è nella rosa della Primavera del Milan, la società che lo ha cresciuto, con cui vince la Coppa Italia Primavera nel 1984-1985 e viene nominato miglior portiere del Torneo di Viareggio 1986; tuttavia non avrà mai modo di scendere in campo con la prima squadra, chiuso da Giuliano Terraneo. Dal 1986 al 1988 milita in Serie B nella Sambenedettese dove si forma nella celebre scuola dei portieri di Piero Persico. Successivamente gioca con l'Atalanta, otto stagioni e 253 presenze in campionato tra Serie A e Serie B. Con gli orobici partecipa a due edizioni della Coppa UEFA e disputa una finale di Coppa Italia nel 1996, persa contro la Fiorentina.
La Sampdoria lo ingaggia nel 1996, giocando tre stagioni al Marassi con partecipazione alla Coppa UEFA, prima di passare all'Inter come vice di Angelo Peruzzi. Torna titolare per due stagioni nell'Hellas Verona, entrambe in serie A, per poi passare al Como dove disputa le sue ultime due stagioni da titolare (la prima in A la seconda in B).
Gioca la sua ultima stagione professionistica nel Bologna collezionando 2 presenze e l'anno successivo fa una comparsata in Eccellenza, giocando una partita con la Virtus Pavullese.

### Nazionale
Non ha mai vestito la maglia della nazionale azzurra, ma fu uno dei candidati per il ruolo di terzo portiere a Italia '90, assieme a Giovanni Cervone e Gianluca Pagliuca, dove fu scelto infine quest'ultimo.

### Allenatore
Dopo aver appeso i guanti al chiodo si è dato con successo alla carriera da allenatore dei portieri, prima del Parma (dall'11 marzo 2008 al 30 giugno 2008) per una stagione, poi in varie squadre dell'hinterland bolognese, per approdare infine al Modena (dal 12 luglio 2010 all'11 novembre 2011), città in cui gestisce anche una scuola calcio per giovani portieri con Nello Cusin. Con quest'ultimo allena anche durante il "Camp Mitico Villa", il camp estivo per ragazzi gestito da Renato Villa, tenuto in diverse località italiane tra le quali Palau (OT), Sestola, Valledoria (SS) e Lizzano in Belvedere (BO).
Dal 2009-2010 ha svolto il ruolo di preparatore dei portieri nella società dilettantistica A.S. Visport, squadra locale del comune di Castelvetro di Modena, in provincia di Modena.
Dal 27 febbraio 2010 entra a far parte dello staff tecnico del Modena in qualità di preparatore dei portieri, lascia il club il 30 giugno 2010.
Il 22 novembre 2012 diventa il preparatore dei portieri del Pescara Calcio a seguito dell'ingaggio della squadra abruzzese dell'allenatore Cristiano Bergodi dopo le dimissioni di Giovanni Stroppa, lascia il club il 3 marzo 2013.
Attualmente fa parte dello staff delle giovanili della nazionale italiana, dove svolge il ruolo di preparatore dei portieri. Dal 30 luglio 2019 passa all’Under-18 entrando ufficialmente nello staff di Carmine Nunziata. Il 21 luglio 2020 seguirà mister Nunziata alla Nazionale U19, il 22 luglio 2022 all’Under-20 e il 4 agosto 2023 all’Under-21.

## Statistiche

### Presenze e reti nei club
| Stagione              | Squadra               | Campionato            | Campionato | Campionato | Coppe nazionali | Coppe nazionali | Coppe nazionali | Coppe continentali | Coppe continentali | Coppe continentali | Altre coppe | Altre coppe | Altre coppe | Totale | Totale |
| Stagione              | Squadra               | Comp                  | Pres       | Reti       | Comp            | Pres            | Reti            | Comp               | Pres               | Reti               | Comp        | Pres        | Reti        | Pres   | Reti   |
| --------------------- | --------------------- | --------------------- | ---------- | ---------- | --------------- | --------------- | --------------- | ------------------ | ------------------ | ------------------ | ----------- | ----------- | ----------- | ------ | ------ |
| 1986-1987             | Sambenedettese        | B                     | 21         | -20        | CI              | 1               | -1              | -                  | -                  | -                  | -           | -           | -           | 22     | -21    |
| 1987-1988             | Sambenedettese        | B                     | 37         | -36        | CI              | 4               | -7              | -                  | -                  | -                  | -           | -           | -           | 41     | -43    |
| Totale Sambenedettese | Totale Sambenedettese | Totale Sambenedettese | 58         | -56        |                 | 5               | -8              |                    | -                  | -                  |             | -           | -           | 63     | -64    |
| 1988-1989             | Atalanta              | A                     | 30         | -26        | CI              | 5               | -9              | -                  | -                  | -                  | -           | -           | -           | 35     | -35    |
| 1989-1990             | Atalanta              | A                     | 34         | -43        | CI              | 4               | -1              | CU                 | 2                  | -2                 | -           | -           | -           | 40     | -46    |
| 1990-1991             | Atalanta              | A                     | 34         | -37        | CI              | 0               | 0               | CU                 | 8                  | -5                 | -           | -           | -           | 42     | -42    |
| 1991-1992             | Atalanta              | A                     | 34         | -33        | CI              | 4               | -6              | -                  | -                  | -                  | -           | -           | -           | 38     | -39    |
| 1992-1993             | Atalanta              | A                     | 30         | -37        | CI              | 2               | -3              | -                  | -                  | -                  | -           | -           | -           | 32     | -40    |
| 1993-1994             | Atalanta              | A                     | 26         | -53        | CI              | 3               | -5              | -                  | -                  | -                  | -           | -           | -           | 29     | -58    |
| 1994-1995             | Atalanta              | B                     | 36         | -34        | CI              | 3               | -2              | -                  | -                  | -                  | CAI         | 2           | 0           | 41     | -36    |
| 1995-1996             | Atalanta              | A                     | 29         | -41        | CI              | 7               | -8              | -                  | -                  | -                  | -           | -           | -           | 36     | -49    |
| Totale Atalanta       | Totale Atalanta       | Totale Atalanta       | 253        | -304       |                 | 28              | -34             |                    | 10                 | -7                 |             | 2           | 0           | 293    | -345   |
| 1996-1997             | Sampdoria             | A                     | 31         | -39        | CI              | 2               | -4              | -                  | -                  | -                  | -           | -           | -           | 33     | -43    |
| 1997-1998             | Sampdoria             | A                     | 33         | -49        | CI              | 3               | -6              | CU                 | 2                  | -2                 | -           | -           | -           | 38     | -57    |
| 1998-1999             | Sampdoria             | A                     | 31         | -44        | CI              | 3               | -2              | Int                | 5                  | -4                 | -           | -           | -           | 39     | -50    |
| Totale Sampdoria      | Totale Sampdoria      | Totale Sampdoria      | 95         | -132       |                 | 8               | -12             |                    | 7                  | -6                 |             | -           | -           | 110    | -150   |
| 1999-2000             | Inter                 | A                     | 4          | -5         | CI              | 4               | -5              | -                  | -                  | -                  | -           | -           | -           | 8      | -10    |
| 2000-2001             | Verona                | A                     | 32+2       | -51 + -2   | CI              | 2               | -4              | -                  | -                  | -                  | -           | -           | -           | 36     | -57    |
| 2001-2002             | Verona                | A                     | 32         | -43        | CI              | 1               | 0               | -                  | -                  | -                  | -           | -           | -           | 33     | -43    |
| Totale Verona         | Totale Verona         | Totale Verona         | 64+2       | -94 + -2   |                 | 3               | -4              |                    | -                  | -                  |             | -           | -           | 71     | -100   |
| 2002-2003             | Como                  | A                     | 14         | -25        | CI              | 2               | -3              | -                  | -                  | -                  | -           | -           | -           | 16     | -28    |
| 2003-2004             | Como                  | B                     | 31         | -41        | CI              | 1               | -2              | -                  | -                  | -                  | -           | -           | -           | 32     | -43    |
| Totale Como           | Totale Como           | Totale Como           | 45         | -66        |                 | 3               | -5              |                    | -                  | -                  |             | -           | -           | 48     | -71    |
| 2004-2005             | Bologna               | A                     | 0          | 0          | CI              | 2               | -6              | -                  | -                  | -                  | -           | -           | -           | 2      | -6     |
| ago.-dic. 2005        | Virtus Pavullese      | Ecc                   | 1          | -1         | -               | -               | -               | -                  | -                  | -                  | -           | -           | -           | 1      | -1     |
| Totale carriera       | Totale carriera       | Totale carriera       | 522        | -660       |                 | 53              | -74             |                    | 17                 | -13                |             | 2           | 0           | 594    | -747   |

## Palmarès

### Giocatore

#### Competizioni giovanili
- Coppa Italia Primavera: 1

Milan: 1984-1985